# Армии президентств
Армии президентств (англ. Presidency armies) — вооружённые силы трёх Президентств, на которые делились территории в Индии, находившиеся под управлением Британской Ост-Индской компании, позднее — британские вооружённые силы в Индии. В конце XIX века были объединены в Британскую индийскую армию.

## Истоки
Первыми индийскими военными на британской службе были охранники, которые нанимались в каждом из Президентств для защиты торговых факторий. В середине XVIII века в каждом из трёх Президентств — Бенгальском, Мадрасском и Бомбейском — были созданы собственные армии: Бенгальская, Мадрасская и Бомбейская. Эти армии состояли из «европейских» полков, в которых и офицеры и рядовые были европейцами, и «туземных» полков, в которых командный состав был из европейцев, а прочие были индийцами. Для поддержки армий Компании Британская Корона отправляла и части регулярной Британской армии, которые именовались «королевскими полками» или «полками Его Величества».

## Структура
Первым занялся созданием индийских воинских частей Роберт Клайв, решивший в 1757 году создать в Бенгальском президентстве батальоны «сипаев», которые были бы вооружены, одеты и обучены так же, как и «красные мундиры», и которыми бы командовали британские офицеры. В Мадрасском президентстве эту идею реализовали в 1759 году, а в Бомбейском — в 1767. Набор в такие войска вёлся из представителей одной и той же касты, из определённых местностей и деревень. В 1784 году были созданы полки регулярной кавалерии; иррегулярная кавалерия набиралась по традиционной для индийских государств системе. Также были образованы подразделения туземной артиллерии и туземных сапёров.
Между 1796 и 1804 годом была введена система полков, состоявших из двух батальонов, в каждом батальоне было по 22 британских офицера. Так как в реальности батальоны были слабо связаны друг с другом, и даже внутри одного полка не чувствовали себя единым подразделением, то в 1824 году была взята обратная идея, и базовым подразделением был сделан не полк, а батальон.

## Период после восстания сипаев
Когда после восстания 1857-1858 годов управление Индией было передано от Ост-Индской компании Британской Короне, то в 1860 году все европейские полки вошли в состав Британской армии, но туземные части продолжали существовать в рамках армий Президентств, и служащие в них европейские офицеры считались не офицерами Британской армии, а офицерами, соответственно, Бенгальской, Мадрасской или Бомбейской армии. В 1895 году три армии президентств были официально слиты воедино, в результате чего образовалась Британская индийская армия.
| Состав армий президентств после реорганизации 1860-х годов | Состав армий президентств после реорганизации 1860-х годов |
| ---------------------------------------------------------- | ---------------------------------------------------------- |
| Охрана генерал-губернатора                                 | 3 полка                                                    |
| Бенгальская кавалерия                                      | 19 полков                                                  |
| Мадрасская кавалерия                                       | 4 полка                                                    |
| Бомбейская кавалерия                                       | 7 полков                                                   |
| Горная артиллерия                                          | 10 батарей                                                 |
| Сапёры и минёры                                            | 3 полка                                                    |
| Бенгальская пехота                                         | 45 полков                                                  |
| Мадрасская пехота                                          | 42 полка                                                   |
| Бомбейская пехота                                          | 30 полков                                                  |
| Гуркхские стрелки                                          | 10 полков                                                  |
| Пенджабская кавалерия (пенджабские пограничные войска)     | 5 полков                                                   |
| Сикхская пехота (пенджабские пограничные войска)           | 4 полка                                                    |
| Пенджабская кавалерия (пенджабские пограничные войска)     | 5 полков                                                   |
| Кавалерия контингента Хайдарабада                          | 4 полка                                                    |
| Пехота контингента Хайдарабада                             | 6 полков                                                   |